# Ischnochiton comptus
Ischnochiton comptus är en blötdjursart som först beskrevs av Gould 1859.  Ischnochiton comptus ingår i släktet Ischnochiton och familjen Ischnochitonidae. Inga underarter finns listade i Catalogue of Life.